# 特里比峰
特里比峰（英語：Tribby Peak），是南極洲的山峰，位於埃爾斯沃思地，處於布比爾山以西2.8公里的愛德華茲半島，由美國南極名稱諮詢委員命名，現時由南極條約體系管理。